# Bolesław Buyko
Bolesław Buyko (Bujko) (ur. 1878 w Wilnie, zm. 1939 lub 1940 w Nicei) – polski malarz tworzący we Francji.

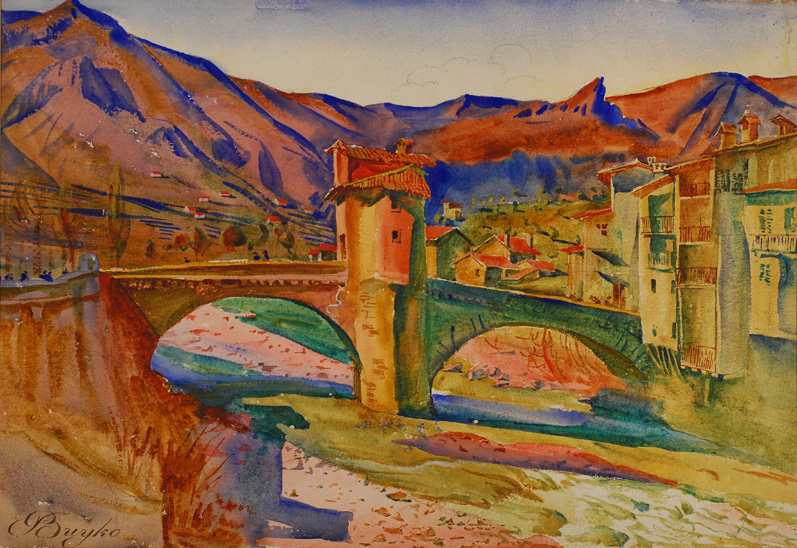
Widok włoskiego miasta

## Życiorys
Początkowo uczył się rysunku w Wilnie, w 1892 wyjechał do Krakowa gdzie rozpoczął studia na tamtejszej Akademii Sztuk Pięknych. Jego nauczycieli byli m.in. Jacek Malczewski, Leon Wyczółkowski i Alfred Daun. Po ukończeniu nauki w 1902 pozostał w Krakowie skąd rok później wyjechał na stałe do Paryża. Zadebiutował w 1904 wystawiając swoje prace w Salonie Jesiennym, od 1907 przez cztery kolejne lata wystawiał również w Salonie Niezależnych. Swoje prace wystawiał również w Salonie Societe Nationale des Beau Arts, od 1911 był członkiem "Międzynarodowego związku akwarelistów" (Société Internationale des Aquarellistes), rok później odznaczono go Palmami Akademickimi. Należał do członków Towarzystwa Zachęty Sztuk Pięknych, w 1912 i 1913 odwiedzał Warszawę, gdzie jego prace były wystawiane w Galerii Zachęta. Po raz ostatni prace Bolesława Buyko zostały wystawione w Salonie Jesiennym w 1936, po wybuchu II wojny światowej wyjechał do Nicei, gdzie zmarł w 1939 lub 1940.

## Twórczość
Twórczość Bolesława Buyko obejmuje malarstwo olejne, akwarele i rysunki. Tematem obrazów były przede wszystkim pejzaże, weduty, widoki miejskie i wnętrza. Na początku swojej pracy artystycznej malował litewskie pejzaże, po wyjeździe do Francji uwieczniał tamtejszą architekturę. Często podróżował do Włoch, gdzie odwiedzając miasta uwieczniał ich widoki w swoich obrazach.